# Nobuyuki Zaizen
Nobuyuki Zaizen (19 oktober 1976) is een voormalig Japans voetballer.

## Carrière
Nobuyuki Zaizen speelde tussen 1995 en 2011 voor Verdy Kawasaki, Logroñés, Rijeka, Vegalta Sendai, Montedio Yamagata, Muangthong United enBEC Tero Sasana.